# جوناثان غونزاليس (ملاكم)
جوناثان غونزاليس (بالإنجليزية: Jonathan González)‏ (24 أبريل 1991 ببورتوريكو في الولايات المتحدة - ) هو ملاكم أمريكي، صنّف ضمن فئة وزن الذبابة.

## إحصائيات
خاض خلال مسيرته 22 نزالا، فاز في 18 وتعادل في 1 وخسر في 2. فاز بالضربة القاضية في 12 نزالا.

## روابط خارجية
- جوناثان غونزاليس على موقع بوكس ريك (الإنجليزية) (registration required)